# Caitlin Leverenz
Caitlin Leverenz (Tucson (Arizona), 26 februari 1991) is een Amerikaanse voormalige zwemster. Ze vertegenwoordigde haar vaderland op de Olympische Zomerspelen 2012 in Londen.

## Carrière
Bij haar internationale debuut, op de Pan-Amerikaanse Spelen 2007 in Rio de Janeiro, veroverde Leverenz de gouden medaille op de 200 meter schoolslag.
Op de Pan Pacific kampioenschappen zwemmen 2010 in Irvine sleepte de Amerikaanse de bronzen medaille in de wacht op zowel de 200 als de 400 meter wisselslag.
In Shanghai nam Leverenz deel aan de wereldkampioenschappen zwemmen 2011, op dit toernooi eindigde ze als vijfde op de 200 meter wisselslag en als achtste op de 400 meter wisselslag.
Tijdens de Olympische Zomerspelen van 2012 in Londen veroverde de Amerikaanse de bronzen medaille op de 200 meter wisselslag, op de 400 meter wisselslag eindigde ze op de zesde plaats.
In Barcelona nam Leverenz deel aan de wereldkampioenschappen zwemmen 2013: op dit toernooi eindigde ze als vijfde op de 200 meter wisselslag.

## Internationale toernooien
| Jaar | Olympische Spelen                    | WK langebaan                          | WK kortebaan                                                                   | PanPacs                                                                         | Pan-Ams                           |
| ---- | ------------------------------------ | ------------------------------------- | ------------------------------------------------------------------------------ | ------------------------------------------------------------------------------- | --------------------------------- |
| 2007 |                                      | geen deelname                         |                                                                                |                                                                                 | 200m schoolslag                   |
| 2008 | geen deelname                        |                                       | geen deelname                                                                  |                                                                                 |                                   |
| 2009 |                                      | geen deelname                         |                                                                                |                                                                                 |                                   |
| 2010 |                                      |                                       | geen deelname                                                                  | 200m wisselslag · 400m wisselslag                                               |                                   |
| 2011 |                                      | 5e 200m wisselslag 8e 400m wisselslag |                                                                                |                                                                                 | geen deelname                     |
| 2012 | 200m wisselslag · 6e 400m wisselslag |                                       | geen deelname                                                                  |                                                                                 |                                   |
| 2013 |                                      | 5e 200m wisselsslag                   |                                                                                |                                                                                 |                                   |
| 2014 |                                      |                                       | 12e 100m wisselslag 5e 200m wisselslag 6e 400m wisselslag 9e 4x100m wisselslag | 17e 100m vlinderslag · 11e 200m vlinderslag · 200m wisselslag · 400m wisselslag |                                   |
| 2015 |                                      | geen deelname'                        |                                                                                |                                                                                 | 200m wisselslag · 400m wisselslag |
| 2016 | geen deelname                        |                                       | geen deelname                                                                  |                                                                                 |                                   |

## Persoonlijke records
Kortebaan
| Afstand         | Tijd    | Datum            | Plaats  |
| --------------- | ------- | ---------------- | ------- |
| 100m wisselslag | 59,75   | 28 augustus 2014 | Doha    |
| 200m wisselslag | 2.04,91 | 17 december 2011 | Atlanta |
| 400m wisselslag | 4.24,62 | 16 december 2011 | Atlanta |

Langebaan
| Afstand         | Tijd    | Datum        | Plaats         |
| --------------- | ------- | ------------ | -------------- |
| 200m schoolslag | 2.25,62 | 22 juli 2007 | Rio de Janeiro |
| 200m wisselslag | 2.08,95 | 31 juli 2012 | Londen         |
| 400m wisselslag | 4.34,48 | 25 juni 2012 | Omaha          |